# Sibrand Lubbert

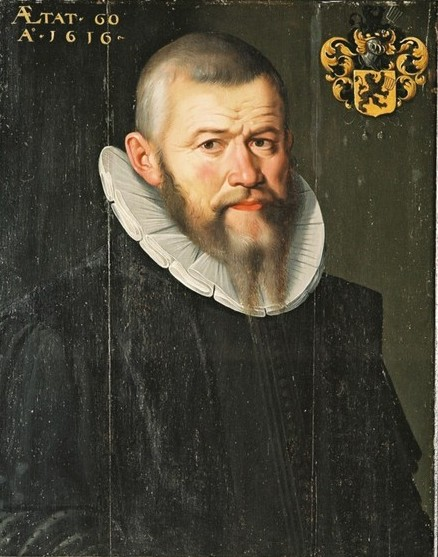
Sibrandus Lubbertus

Sibrand Lubbert (auch Sibet Lubben und Sibrand Lubbertus; * um 1555/56 in Langwarden; † 10./11./21. Januar 1625 in Franeker) war ein deutscher reformierter Theologe.

## Leben
Lubbert der aus einem friesischen Häuptlingsgeschlecht stammte, absolvierte die Schule in Bremen und immatrikulierte sich 1575 an der Universität Wittenberg. Wahrscheinlich setzte er 1576 seine Studien an der Universität Genf fort. 1577 findet man ihn an der Universität Basel, 1578 an der Universität Marburg und er studierte in Neustadt an der Weinstraße, wohin die Universität Heidelberg aufgrund der religiösen Streitigkeiten verlegt worden war.
1581 wurde der Calvinist von den Gemeinden in Emden und Brüssel umworben. Er ging nach Emden. 1583 wird er auf Druck des lutherischen Grafen Edzard und dessen Hofprediger Johannes Ligarius entlassen.
1585 trifft man ihn in Groningen, wo er sich an den kirchenordnenden Maßnahmen der Stadt beteiligte. 1585 wird er an der Universität Franeker zum Professor der Theologie berufen, er promoviert daraufhin an der Universität Heidelberg 1587 zum Doktor der Theologie und bekämpfte in der Folge die Kräfte der Gegenreformation. In den Glaubenskämpfen der damaligen Zeit trat er gegen die Sozianer auf, war 1618/19 Mitglied der Synode in Dordrecht und setzte sich für eine Entscheidungsfreiheit der Kirche ein. Er verstarb als Rektor der Akademie in Franeker.
Er war mit Gertrude van Oosterzee verheiratet, mit der er eine Tochter Magdalena hatte.

## Werkauswahl
1. De Principas Christinnorum dogmatum Libri Septem scholastice et Theologice collati cum disputationibus Roberti Bellarmini Jesuitae Romani. 1591
2. De Papa Romano Libri decern, scholastice et theologice collati cum disputationibus Roberti Bellarmini. 1594
3. De Conduis Libri quinqué scholastice et Theologice collati cum disputationibus Roberti Bellarmini 1601
4. De Ecclesia, Libri sex collati cum disputationibus Roberti Bellarmini. 1607
5. De Jesu Christo Servatore, hoc est: Cur et qua ratione Jesus Christus noster Servator sit, Libri quattuor contra Faustum Socinum. 1611
6. Sibrandi Lubberti Responsio ad Pietatem Hugonis Grotii. 1614;
7. S. Lubberti Commentarius in Catechesin Palatino-Belgicam. 1618.